# Техалапанский сапотекский язык
Техалапанский сапотекский язык (Tejalapan Zapotec, Zapoteco de San Felipe Tejalapan, Zapoteco de Tejalápam) — сапотекский язык, на котором говорят в городе Сан-Фелипе-Техалапан округа Этла штата Оахака в Мексике.